# Skillnaden

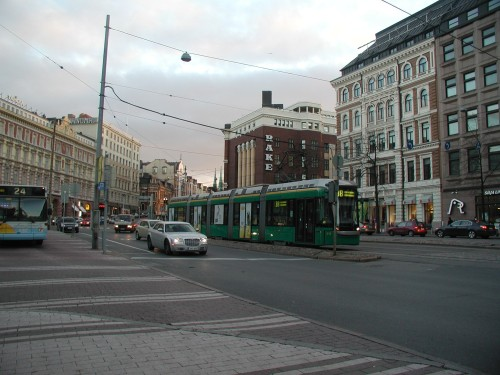
En del av Skillnaden sedd från norr

Skillnaden (finska: Erottaja) är en central vägkorsning i Helsingfors där Mannerheimvägen börjar. Den fick sitt namn på 1800-talet som gränsmarkering mellan egentliga Helsingfors och den Nyländska förstaden.
Skillnaden är Helsingfors mittpunkt i den meningen att platsen är utgångspunkt för vägmätning i Finland. Avstånden till andra delar av landet till Helsingfors räknas därifrån. Från Skillnaden utgår, förutom Mannerheimvägen, också Södra Esplanaden mot Salutorget, Bulevarden mot väster samt Skillnadsgatan mot söder.
Vid Skillnaden ligger bland annat Svenska Teatern och en liten busstation för linjerna 20, 24 och 42. Vid Skillnaden passerar spårvagnarna nummer 1, 3, 6 och 10.  